# Деде-Тала
Деде-Тала (рос. Дэдэ-Тала) — улус Заіграєвського району, Бурятії Росії. Входить до складу Сільського поселення Горхонське.
Населення — 75 осіб (2015 рік).